# Шелест, Алексей Петрович
Алексе́й Петро́вич Ше́лест (укр. Олексій Петрович Шелест; род. 27 марта 1973, Косовщина, Сумская область) — украинский легкоатлет, специалист по спортивной ходьбе. Выступал за сборную Украины по лёгкой атлетике в конце 1990-х — начале 2010-х годов, серебряный призёр Кубка мира в командном зачёте, многократный победитель и призёр первенств национального значения, участник двух летних Олимпийских игр.

## Биография
Алексей Шелест родился 27 марта 1973 года в селе Косовщина Сумской области Украинской ССР.
Впервые заявил о себе на международном уровне в сезоне 1997 года, когда вошёл в состав украинской национальной сборной и выступил на Кубке мира по спортивной ходьбе в Подебрадах, где на дистанции 50 км занял 73-е место.
В 1998 году в той же дисциплине показал 25-й результат на Кубке Европы в Дудинце.
В 1999 году впервые одержал победу на чемпионате Украины в ходьбе на 50 км.
В 2000 году занял 18-е место на Кубке Европы в Айзенхюттенштадте. Благодаря череде удачных выступлений удостоился права защищать честь страны на летних Олимпийских играх в Сиднее — в программе ходьбы на 50 км показал результат 4:07:39, расположившись в итоговом протоколе соревнований на 32-й строке.
На Кубке Европы 2001 года в Дудинце пришёл к финишу 26-м.
В 2003 году занял 21-е место на Кубке Европы в Чебоксарах.
На Кубке мира 2004 года в Наумбурге сошёл с дистанции, не показав никакого результата.
В 2005 году занял 22-е место на Кубке Европы в Мишкольце.
В 2006 году показал 48-й результат на Кубке мира в Ла-Корунье.
На Кубке Европы 2007 года в Ройал-Лемингтон-Спа финишировал на 24-й позиции.
В 2008 году занял 22-е место на Кубке мира в Чебоксарах. Представлял Украину на Олимпийских играх в Пекине — на сей раз в ходьбе на 50 км показал время 3:59:46 и стал 27-м.
В 2009 году Шелест финишировал девятым на Кубке Европы в Меце и 16-м на чемпионате мира в Берлине. При этом его уличили в нарушении антидопинговых правил, взятая у него проба показала наличие запрещённого препарата карфедона. В итоге спортсмена отстранили от участия в соревнованиях на два года.
По окончании срока дисквалификации Алексей Шелест возобновил спортивную карьеру и продолжил принимать участие в крупнейших международных стартах в составе украинской национальной сборной. Так, в 2012 году на соревнованиях в Ивано-Франковске он установил личный рекорд в ходьбе на 50 км — 3:53:46, а на Кубке мира в Саранске занял 16-е место в личном зачёте 50 км и вместе со своими соотечественниками стал серебряным призёром командного зачёта.